# Congresso fascista di Montreux
Il congresso fascista internazionale del 1934 fu una riunione di rappresentanti delle organizzazioni fasciste europee. Il congresso si tenne il 16-17 dicembre del 1934 a Montreux, in Svizzera. Il convegno fu organizzato e presieduto dai Comitati d'Azione per l'Universalità di Roma (CAUR).

## Contesto
I Comitati d'Azione per l'Universalità di Roma furono fondati nel maggio del 1933 come “organizzazione di propaganda e di cultura” in seno all'Associazione Nazionale Volontari di Guerra. Il presidente Eugenio Coselschi, avvocato fiorentino, sottopose il progetto CAUR alla Presidenza del Consiglio, che lo approvò e pose l'associazione sotto il proprio controllo.
I comitati nacquero come ente di propaganda per l'estero e per gli stranieri residenti in Italia, ma nel 1934 si posero l'obiettivo di organizzare un'internazionale dei movimenti fascisti: il regime intendeva dare una risposta alla Germania nazista. Ad alzare la tensione tra i due Paesi fu l'assassinio dell'austrofascista Cancelliere austriaco Engelbert Dollfuss da parte di agenti nazisti, avvenuto il 25 luglio 1934, e la conseguente crisi diplomatica tra Italia e Germania.
Per realizzare il progetto internazionalista, tuttavia, al fascismo italiano mancava una definizione dottrinaria compiuta e ufficiale, perciò era difficile stabilire i criteri per individuare movimenti simili in altri Paesi. Prima dell'aprile 1934, furono identificati partiti “fascisti” in 39 nazioni, compresi tutti i Paesi europei (ad eccezione della Jugoslavia), Stati Uniti, Canada, Australia, Sudafrica, cinque paesi in Asia e sei nell'America Latina. Ma in questa ricerca i comitati incontrarono diverse difficoltà: molti movimenti contattati cercavano solo di ottenere finanziamenti e avevano posizioni molto differenti su temi come razzismo, antisemitismo, corporativismo e struttura statale.

## I partecipanti
| Stato       | Organizzazione                                         |
| Austria     | Heimwehr                                               |
| Belgio      | Legione Nazionale Belga                                |
| Francia     | Partito Francista                                      |
| Danimarca   | Partito Nazionalsocialista dei Lavoratori di Danimarca |
| Grecia      | Partito Nazionalsocialista Greco                       |
| Irlanda     | Guardia Nazionale                                      |
| Italia      | Comitati d'Azione per l'Universalità di Roma           |
| Lituania    | Unione Nazionalista Lituana                            |
| Norvegia    | Unione Nazionale                                       |
| Paesi Bassi | Fronte Nero                                            |
| Portogallo  | Unione Nazionale Azione Scolare di Avanguardia         |
| Romania     | Guardia di Ferro                                       |
| Spagna      | Falange Española de las JONS                           |
| Svezia      | Lega Nazionale della Svezia                            |
| Svizzera    | Federazione Fascista Svizzera                          |

Parteciparono rappresentanti provenienti da organizzazioni fasciste di 13 Paesi europei. Una parte dei delegati arrivava dalle nazioni più vicine all'Italia, come il francese Marcel Bucard (Partito Francista), l'austriaco dottor Rinaldini (Heimwehr), il greco Georg Mercouris (Partito Nazionalsocialista Greco), lo svizzero Arthur Fonjallaz (Federazione fascista svizzera). 
Ma erano rappresentati anche i Paesi scandinavi, con i danesi Frits Clausen (Partito operaio nazionalsocialista di Danimarca) e Thomas Damsgaard Schmidt (Nationalkorpset), il norvegese Vidkun Quisling (Nasjonal Samling), lo svedese Rütger Essen (Unione nazionale della gioventù) e la regione del Benelux, con gli olandesi Arnold Meijer e Wouter Lutkie (Fronte nero) e i belgi Paul Hoornaert (Legione nazionale belga) e Charles Somville (Lega nazionale corporativa del lavoro). 
Altri delegati provenivano dagli antipodi dell'Europa, come il portoghese Antonio Eça de Queirós  (Avanguardia di azione studentesca), il lituano dottor Tamosciaitis (Unione nazionalista lituana), il rumeno Ion Moța della Guardia di Ferro, l'irlandese Eoin O'Duffy delle Blueshirts.
Il leader della Lega nazional-corporativa rumena Manoilescu ed Ernesto Giménez Caballero della Falange Spagnola non si presentarono ma inviarono la loro adesione..
Il fondatore della Falange José Antonio Primo de Rivera, pur permettendo ai membri di partecipare, affermò che la sua organizzazione non sarebbe stata rappresentata nei CAUR in quanto "non era un Movimento fascista".
Il partito nazista tedesco non fu nemmeno invitato, a causa delle tensioni tra Italia e Germania. Ma al tempo stesso Mussolini non consentì ad alcun rappresentante ufficiale del governo italiano di partecipare alla riunione, apparentemente in modo che la conferenza non sembrasse totalmente manovrata dall'Italia.  
Altri notevoli assenze inclusero l'austriaco Ernst Rüdiger Starhemberg e Oswald Mosley del Regno Unito.

## Svolgimento

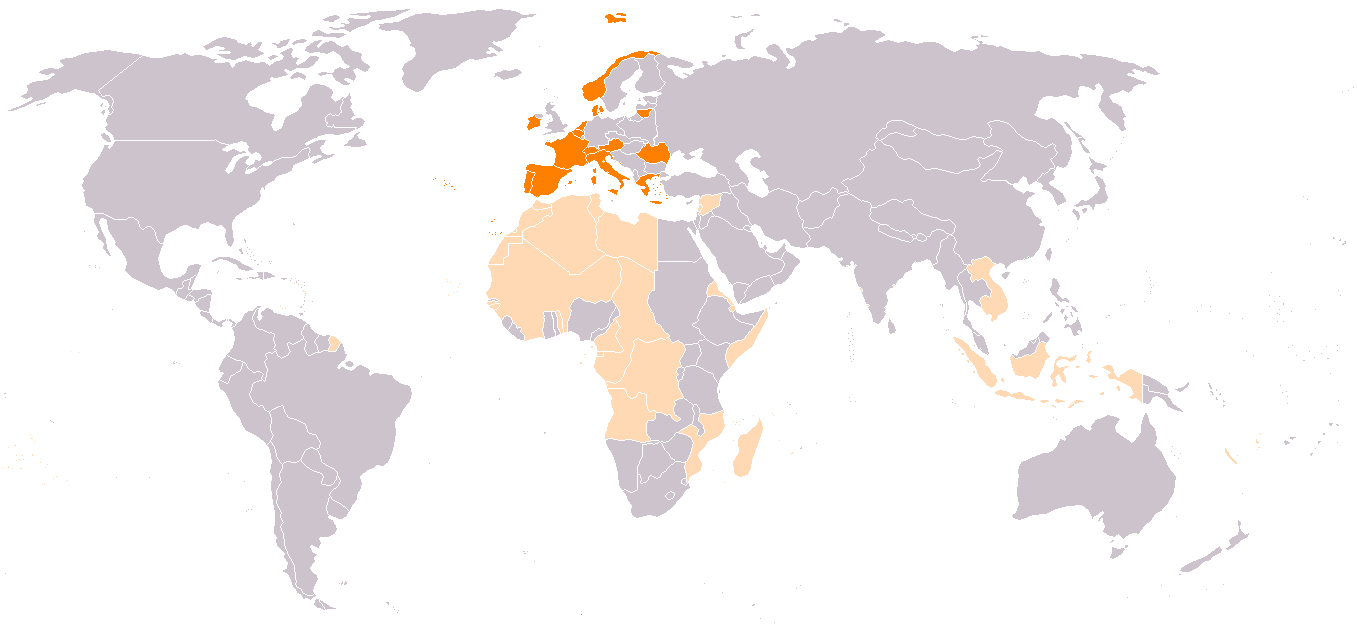
Paesi di origine dei partecipanti alla conferenza di Montreux

Dopo la relazione introduttiva del presidente Coselschi, i convegnisti affermarono la necessità di lottare contro i nemici comuni: l'alta finanza, il comunismo, la massoneria e il liberalismo. Ma poi emersero le differenze politiche tra i vari movimenti. Coselschi, in qualità di presidente della Conferenza, si scontrò con Quisling sull'importanza della Germania nazista per il fascismo internazionale. La questione divise i delegati in tre gruppi: una fazione nordica più vicina al nazismo, formata dai delegati danese e norvegese, uno schieramento più legato al fascismo italiano, che comprendeva Mercouris, Bucard e Hoornaert, e la maggior parte dei partecipanti, che promosse un accordo tra i due gruppi.
Ma il congresso si spaccò anche sulla questione razziale. Moța creò una frattura nel sottolineare la centralità da dare all'antisemitismo nei movimenti fascisti, una mossa che trovò opposizione in Coselschi e O'Duffy. Clausen e Fonjallaz si schierarono con Moța, mentre Mercouris, Bucard, Rinaldini, Eça de Queiròs sostennero che nei rispettivi Paesi gli ebrei si erano integrati con la cultura locale. Lutkie, invece, condannò apertamente l'antisemitismo.
La conferenza, in sintesi, non fu in grado di colmare il divario tra i partecipanti che proposero la realizzazione di un'integrazione dei cittadini in un sistema corporativo socio-politico-economico e quelli che invece propesero per un sistema basato principalmente su caratteri etnico-razziali. La pretesa di trovare un "fascismo universale" non poté sopravvivere a questa frattura ed il movimento non raggiunse il suo obiettivo di agire come contrappeso al comunismo internazionale.

## Le risoluzioni
Al termine del dibattito, il congresso adottò sei risoluzioni. Nella prima, si definiva il fascismo “espressione della nuova struttura ideale del nostro tempo” e “la sola base di uno sviluppo pacifico della vita europea”. Il secondo punto si concentrava sui nemici, individuati nel comunismo e nel capitalismo, e affermava lo spirito rivoluzionario e l'ordine corporativo del fascismo. Con la terza deliberazione, il congresso ammetteva al suo interno solo “movimenti risoluti a perseguire la rivoluzione nazionale”.
Nella quarta risoluzione, la conferenza risolse con un compromesso la dibattuta questione dell'antisemitismo. Nel documento finale, si legge:
mentre si affermò al contempo che
Il quinto punto, di carattere operativo, decretò l'istituzione di una commissione di coordinamento del congresso, che avrebbe organizzato le attività comuni dei movimenti e funzionato come un segretariato generale dell'assemblea. La sesta risoluzione, invece, affermava la posizione corporativa del fronte di Montreux, in contrapposizione con il comunismo e il liberalismo.

## La Commissione di coordinamento
Nei mesi seguenti, la commissione di coordinamento istituita dal congresso si riunì in tre occasioni. Nella prima seduta, il 30 gennaio 1935 a Parigi, i partiti elaborarono un piano di propaganda della dottrina fascista nei vari Paesi, che prevedeva di intervenire presso i rispettivi governi, organizzare campagne stampa, promuovere lezioni pubbliche e movimenti d'opinione.
Una seconda riunione ebbe luogo il 29 marzo 1935 ad Amsterdam. Come già successo a Montreux, la questione razziale divise i partecipanti tra i più vicini al fascismo italiano e i sostenitori del nazismo tedesco.  Anche in questo caso, si arrivò a una soluzione di compromesso.
L'ultimo incontro della commissione si tenne a Montreux l'11 e il 12 settembre 1935. I delegati stabilirono di creare un'organizzazione mondiale dei movimenti fascisti, chiamata Ordine nuovo, da fondare in un secondo congresso nella cittadina svizzera.
Ma questa seconda conferenza non si sarebbe mai tenuta. Il governo svizzero vietò infatti l'ingresso di Coselschi nel paese, in quanto persona non gradita. E soprattutto, il progetto fu bocciato da Mussolini e dal gabinetto degli Esteri, perché le sue finalità furono ritenute vaghe e indefinite. Nel novembre del 1935 Coselschi inviò a Mussolini un appunto per cercare di precisare gli obiettivi della proposta. Ma a margine, il segretario particolare del Duce riportò tra virgolette una frase attribuita al capo del governo: “Basta. Contrario a questo Ordine Nuovo. Non si facciano altre cose”.